# 上海师范大学附属中学

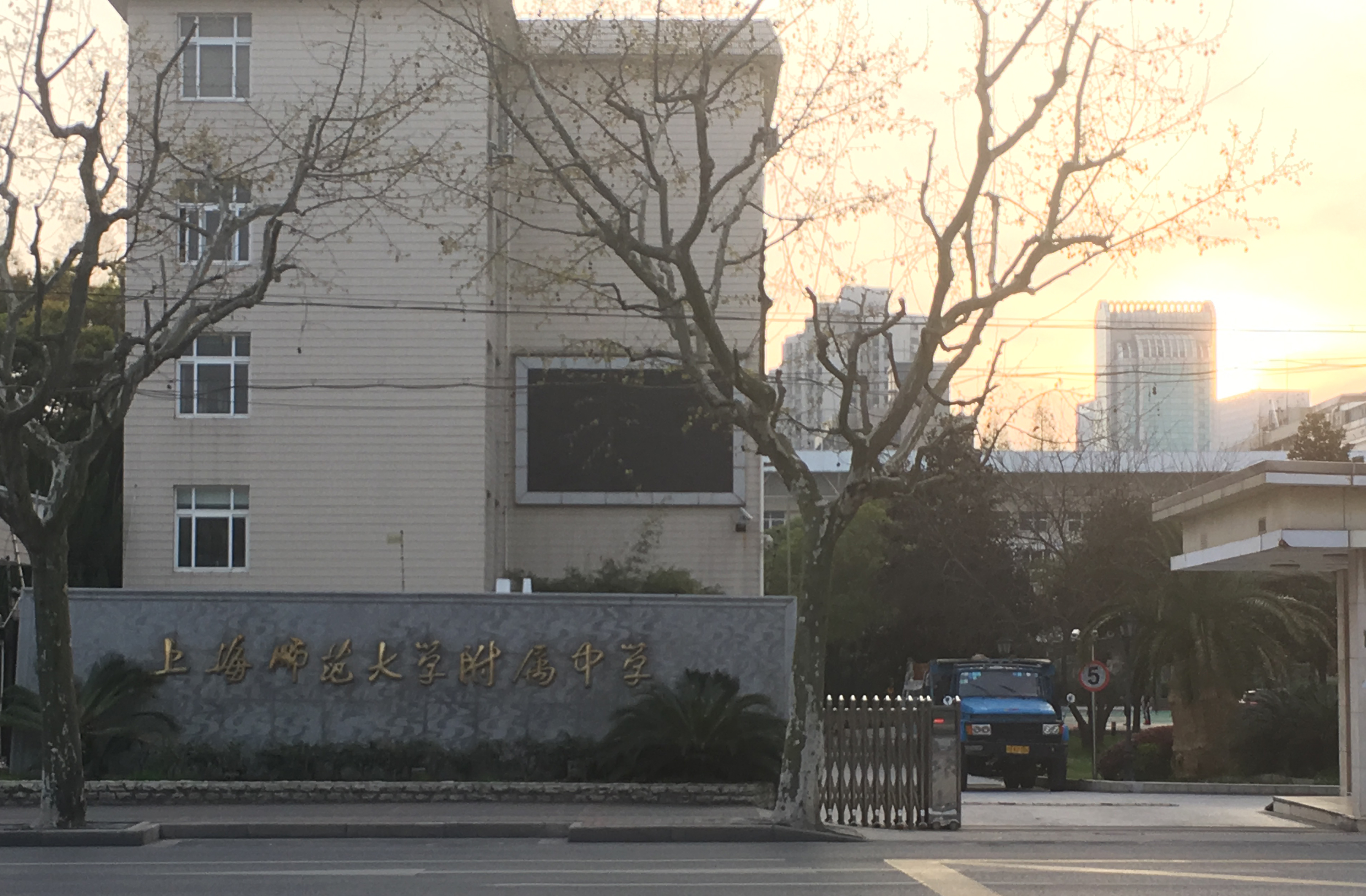
上海师范大学附属中学徐汇区原校址

上海师范大学附属中学（英語：High School Attached to Shanghai Normal University），简称上师大附中，是上海市级实验性、示范性高级中学、上海市六校联考（原十校联考）参加学校。原位于徐汇区桂林路120号，2014年初，2016届高一学生开始搬迁至浦东新区三林地区浦星公路388号（靠近红临路）。2014年7月，学校教务、行政、后勤等主要部门正式搬迁至新址。是上海市七所市教委直属高级中学之一（另外六所为上海中学、华东师范大学第二附属中学、复旦大学附属中学、上海交通大学附属中学、上海市实验学校、上海外国语大学附属中学），同时接受上海师范大学的领导。

## 学校成绩
2017年新高考改革以来，上师大附中共有1名同学考入北京大学。但是211率稳定在50％以上。